# Finlandia Trophy de 2018
Finlandia Trophy de 2018 foi a vigésima terceira edição do Finlandia Trophy, um evento anual de patinação artística no gelo organizado pela Associação Finlandesa de Patinação Artística (em finlandês:  Suomen Taitoluisteluliitto ry), e que fez parte do Challenger Series de 2018–19. A competição foi disputada entre os dias 4 de outubro e 7 de outubro, na cidade de Espoo, Finlândia.

## Eventos
- Individual masculino
- Individual feminino
- Duplas
- Dança no gelo
- Patinação sincronizada

## Medalhistas
| Evento                          | Ouro                                         | Prata                                            | Bronze                                           |
| Sênior (Challenger Series)      |                                              |                                                  |                                                  |
| Individual masculino detalhes   | Mikhail Kolyada · Rússia                     | Cha Jun-hwan · Coreia do Sul                     | Morisi Kvitelashvili · Geórgia                   |
| Individual feminino detalhes    | Elizaveta Tuktamysheva · Rússia              | Elizabet Tursynbaeva · Itália                    | Viveca Lindfors · Finlândia                      |
| Duplas detalhes                 | Evgenia Tarasova · Vladimir Morozov · Rússia | Kirsten Moore-Towers · Michael Marinaro · Canadá | Aleksandra Boikova · Dmitrii Kozlovskii · Rússia |
| Dança no gelo detalhes          | Alexandra Stepanova · Ivan Bukin · Rússia    | Olivia Smart · Adrián Díaz · Espanha             | Marie-Jade Lauriault · Romain Le Gac · França    |
| Outros eventos                  |                                              |                                                  |                                                  |
| Patinação sincronizada detalhes | Marigold IceUnity · Finlândia                | Team Paradise · Rússia                           | Team Unique · Finlândia                          |

## Resultados

### Individual masculino
| Pos.              | Nome                  | Nacionalidade    | Pontos | PC         | PL          |
| ----------------- | --------------------- | ---------------- | ------ | ---------- | ----------- |
| Medalha de ouro   | Mikhail Kolyada       | Rússia           | 250.58 | 85.20 (1)  | 165.38 (1)  |
| Medalha de prata  | Cha Jun-Hwan          | Coreia do Sul    | 239.19 | 84.67 (2)  | 154.52 (2)  |
| Medalha de bronze | Morisi Kvitelashvili  | Geórgia          | 231.19 | 77.52 (5)  | 153.67 (3)  |
| 4                 | Nicolas Nadeau        | Canadá           | 227.76 | 79.17 (4)  | 148.59 (5)  |
| 5                 | Dmitri Aliev          | Rússia           | 224.95 | 79.36 (3)  | 145.59 (6)  |
| 6                 | Matteo Rizzo          | Itália           | 217.68 | 76.53 (6)  | 141.15 (7)  |
| 7                 | Alexey Erokhov        | Rússia           | 214.59 | 62.16 (12) | 152.43 (4)  |
| 8                 | Lukas Britschgi       | Suíça            | 206.76 | 68.40 (10) | 138.36 (8)  |
| 9                 | Sōta Yamamoto         | Japão            | 205.79 | 72.16 (8)  | 133.63 (10) |
| 10                | Ryuju Hino            | Japão            | 205.15 | 70.92 (9)  | 134.23 (9)  |
| 11                | Alexander Majorov     | Suécia           | 202.55 | 73.41 (7)  | 129.14 (11) |
| 12                | Petr Kotlařík         | República Tcheca | 181.51 | 62.86 (11) | 118.65 (13) |
| 13                | Luc Economides        | França           | 180.40 | 59.57 (14) | 120.83 (12) |
| 14                | Sondre Oddvoll Bøe    | Noruega          | 179.25 | 60.61 (13) | 118.64 (14) |
| 15                | Alexander Johnson     | Estados Unidos   | 178.03 | 59.42 (15) | 118.61 (15) |
| 16                | Daniel Albert Naurits | Estônia          | 170.93 | 56.26 (17) | 114.67 (16) |
| 17                | Nikolaj Majorov       | Suécia           | 160.62 | 50.97 (20) | 109.65 (17) |
| 18                | Javier Raya           | Espanha          | 160.40 | 55.51 (18) | 104.89 (18) |
| 19                | Valtter Virtanen      | Finlândia        | 153.17 | 59.18 (16) | 93.99 (21)  |
| 20                | Graham Newberry       | Reino Unido      | 150.06 | 52.99 (19) | 97.07 (19)  |
| 21                | Roman Galay           | Finlândia        | 145.83 | 48.99 (21) | 96.84 (20)  |
| WD                | Alexei Bychenko       | Israel           | —      | 46.90 (22) | — (WD)      |

### Individual feminino
| Pos.              | Nome                      | Nacionalidade    | Pontos | PC         | PL          |
| ----------------- | ------------------------- | ---------------- | ------ | ---------- | ----------- |
| Medalha de ouro   | Elizaveta Tuktamysheva    | Rússia           | 202.85 | 73.83 (1)  | 129.02 (3)  |
| Medalha de prata  | Elizabet Tursynbaeva      | Cazaquistão      | 200.74 | 70.95 (2)  | 129.79 (1)  |
| Medalha de bronze | Viveca Lindfors           | Finlândia        | 187.19 | 57.69 (6)  | 129.50 (2)  |
| 4                 | Stanislava Konstantinova  | Rússia           | 187.13 | 65.39 (3)  | 121.74 (4)  |
| 5                 | Emmi Peltonen             | Finlândia        | 172.02 | 60.48 (4)  | 111.54 (8)  |
| 6                 | Véronik Mallet            | Canadá           | 170.68 | 57.51 (7)  | 113.17 (5)  |
| 7                 | Choi Yu-Jin               | Coreia do Sul    | 162.80 | 50.62 (11) | 112.18 (7)  |
| 8                 | Angela Wang               | Estados Unidos   | 160.99 | 48.36 (13) | 112.63 (6)  |
| 9                 | Pooja Kalyan              | Estados Unidos   | 156.05 | 58.42 (5)  | 97.63 (13)  |
| 10                | Kim Ha-Nul                | Coreia do Sul    | 153.22 | 53.76 (9)  | 99.46 (11)  |
| 11                | Karly Robertson           | Reino Unido      | 152.38 | 49.20 (12) | 103.18 (10) |
| 12                | Anita Östlund             | Suécia           | 151.69 | 52.91 (10) | 98.78 (12)  |
| 13                | Ivett Tóth                | Hungria          | 151.19 | 55.57 (8)  | 95.62 (14)  |
| 14                | Eva Lotta Kiibus          | Estônia          | 151.02 | 45.65 (16) | 105.37 (9)  |
| 15                | Valentina Matos           | Espanha          | 135.16 | 48.14 (14) | 87.02 (17)  |
| 16                | Rika Hongo                | Japão            | 133.66 | 46.54 (15) | 87.12 (16)  |
| 17                | Yoonmi Lehmann            | Suíça            | 133.08 | 44.84 (18) | 88.24 (15)  |
| 18                | Sophia Schaller           | Áustria          | 127.01 | 45.48 (17) | 81.53 (18)  |
| 19                | Lutricia Bock             | Alemanha         | 123.87 | 42.83 (21) | 81.04 (19)  |
| 20                | Natasha Mckay             | Reino Unido      | 122.01 | 41.36 (22) | 80.65 (20)  |
| 21                | Camilla Gjersem           | Noruega          | 120.34 | 44.25 (19) | 76.09 (21)  |
| 22                | Antonina Dubinina         | Sérvia           | 118.40 | 43.06 (20) | 75.34 (22)  |
| 23                | Michaela Lucie Hanzlíková | República Tcheca | 107.20 | 36.72 (23) | 70.48 (23)  |
| 24                | Katsiarina Pakhamovich    | Bielorrússia     | 88.34  | 32.60 (24) | 55.74 (24)  |

### Duplas
| Pos.              | Nome                                       | Nacionalidade  | Pontos | DC         | DL         |
| ----------------- | ------------------------------------------ | -------------- | ------ | ---------- | ---------- |
| Medalha de ouro   | Evgenia Tarasova / Vladimir Morozov        | Rússia         | 198.98 | 73.27 (1)  | 125.71 (2) |
| Medalha de prata  | Kirsten Moore-Towers / Michael Marinaro    | Canadá         | 193.93 | 66.52 (3)  | 127.41 (1) |
| Medalha de bronze | Aleksandra Boikova / Dmitrii Kozlovskii    | Rússia         | 188.54 | 67.81 (2)  | 120.73 (3) |
| 4                 | Miriam Ziegler / Severin Kiefer            | Áustria        | 176.09 | 62.26 (5)  | 113.83 (4) |
| 5                 | Daria Pavliuchenko / Denis Khodykin        | Rússia         | 175.05 | 63.47 (4)  | 111.58 (5) |
| 6                 | Ekaterina Alexandrovskaya / Harley Windsor | Austrália      | 162.78 | 62.22 (6)  | 100.56 (7) |
| 7                 | Tarah Kayne / Danny O'Shea                 | Estados Unidos | 162.03 | 52.53 (7)  | 109.50 (6) |
| 8                 | Laura Barquero / Aritz Maestu              | Espanha        | 152.94 | 52.46 (8)  | 100.48 (8) |
| 9                 | Jessica Pfund / Joshua Santillan           | Estados Unidos | 136.91 | 48.35 (9)  | 88.56 (9)  |
| 10                | Miu Suzaki / Ryuichi Kihara                | Japão          | 132.59 | 46.12 (10) | 86.47 (10) |

### Dança no gelo
| Pos.              | Nome                                   | Nacionalidade | Pontos | DC         | DL         |
| ----------------- | -------------------------------------- | ------------- | ------ | ---------- | ---------- |
| Medalha de ouro   | Alexandra Stepanova / Ivan Bukin       | Rússia        | 200.78 | 79.16 (1)  | 121.62 (1) |
| Medalha de prata  | Olivia Smart / Adrián Díaz             | Espanha       | 180.07 | 72.61 (2)  | 107.46 (2) |
| Medalha de bronze | Marie-Jade Lauriault / Romain Le Gac   | França        | 176.46 | 69.29 (4)  | 107.17 (3) |
| 4                 | Carolane Soucisse / Shane Firus        | Canadá        | 172.27 | 70.79 (3)  | 101.48 (5) |
| 5                 | Anastasia Shpilevaya / Grigory Smirnov | Rússia        | 167.94 | 64.33 (5)  | 103.61 (4) |
| 6                 | Juulia Turkkila / Matthias Versluis    | Finlândia     | 163.49 | 62.46 (6)  | 101.03 (6) |
| 7                 | Sofia Evdokimova / Egor Bazin          | Rússia        | 159.67 | 61.33 (7)  | 98.34 (7)  |
| 8                 | Anna Yanovskaya / Ádám Lukács          | Hungria       | 140.25 | 54.95 (8)  | 85.30 (8)  |
| 9                 | Shira Ichilov / Vadim Davidovich       | Israel        | 130.60 | 47.45 (9)  | 83.15 (9)  |
| 10                | Emily Monaghan / Ilias Fourati         | Hungria       | 126.44 | 46.55 (10) | 79.89 (10) |
| 11                | Mina Zdravkova / Christopher M. Davis  | Bulgária      | 103.85 | 37.84 (11) | 66.01 (11) |

### Patinação sincronizada
| Pos.              | Equipe             | Nacionalidade | Pontos | PC        |
| ----------------- | ------------------ | ------------- | ------ | --------- |
| Medalha de ouro   | Marigold IceUnity  | Finlândia     | 80.76  | 80.76 (1) |
| Medalha de prata  | Team Paradise      | Rússia        | 79.27  | 79.27 (2) |
| Medalha de bronze | Team Unique        | Finlândia     | 73.64  | 73.64 (3) |
| 4                 | Helsinki Rockettes | Finlândia     | 70.44  | 70.44 (4) |
| 5                 | Tatarstan          | Rússia        | 66.85  | 66.85 (5) |
| 6                 | Crystal Ice        | Rússia        | 66.55  | 66.55 (6) |
| 7                 | Lumineers          | Finlândia     | 64.78  | 64.78 (7) |

## Quadro de medalhas
Challenger Series
| Ordem | País          | Medalha de ouro | Medalha de prata | Medalha de bronze |    | Ordem por total |
| ----- | ------------- | --------------- | ---------------- | ----------------- | -- | --------------- |
| 1     | Rússia        | 4               |                  | 1                 | 5  | 1               |
| 2     | Canadá        |                 | 1                |                   | 1  | 2               |
| 2     | Coreia do Sul |                 | 1                |                   | 1  | 2               |
| 2     | Espanha       |                 | 1                |                   | 1  | 2               |
| 2     | Itália        |                 | 1                |                   | 1  | 2               |
| 6     | Finlândia     |                 |                  | 1                 | 1  | 2               |
| 6     | França        |                 |                  | 1                 | 1  | 2               |
| 6     | Geórgia       |                 |                  | 1                 | 1  | 2               |
| TOTAL | TOTAL         | 4               | 4                | 4                 | 12 | —               |

Geral
| Ordem | País          | Medalha de ouro | Medalha de prata | Medalha de bronze |    | Ordem por total |
| ----- | ------------- | --------------- | ---------------- | ----------------- | -- | --------------- |
| 1     | Rússia        | 4               | 1                | 1                 | 6  | 1               |
| 2     | Finlândia     | 1               |                  | 2                 | 3  | 2               |
| 3     | Canadá        |                 | 1                |                   | 1  | 3               |
| 3     | Coreia do Sul |                 | 1                |                   | 1  | 3               |
| 3     | Espanha       |                 | 1                |                   | 1  | 3               |
| 3     | Itália        |                 | 1                |                   | 1  | 3               |
| 7     | França        |                 |                  | 1                 | 1  | 3               |
| 7     | Geórgia       |                 |                  | 1                 | 1  | 3               |
| TOTAL | TOTAL         | 5               | 5                | 5                 | 15 | —               |